# Палац Іолані
Іолані (гав. ʻIolani, досл. «небесний яструб») — колишня резиденція гавайських монархів Калакауа і Ліліуокалані в центрі Гонолулу. Це єдиний королівський палац на території США. У 1978 році він відкрився для туристів як музей, а до цього протягом 80 років використовувався для розміщення гавайського уряду.

## Історія
Після перенесення столиці островів в Гонолулу в 1845 році король Камеамеа III придбав у одного зі своїх родичів будівлю з коралового туфу в стилі неогрек, яка була в три рази менше сучасного палацу. За гавайської традиції в цьому палаці не було спалень і підсобних приміщень — тільки тронний зал, приймальня і їдальня. Камеамеа V згодом перейменував його на честь свого брата, Іолані.
Камеамеа V вважав тісний, з'їдений термітами палац негідним величі гавайської монархії і задумав будівництво нової резиденції в традиціях італійського ренесансу. Вона була споруджена на іншій стороні вулиці і в даний час розміщує Верховний суд штату. Перед «палацом небесного короля» красується пам'ятник королю Камеамеа, який, втім, ніколи в ньому не жив, передавши його в розпорядження урядових установ.
Нині існуючий 4-поверховий палац Іолані був збудований Калакауа в 1882 році за 360 тисяч доларів. Він був обладнаний телефонами і електрикою раніше Білого дому і Букінгемського палацу і взагалі вважався досить комфортабельним. Гавайські правителі займали будівлю всього 11 років — до повалення монархії в 1893 році. У будівлі збереглися не тільки бібліотека і коронні коштовності, але і спальня з ковдрою королеви Ліліуокалані. Тут вона була заточена після другого повстання Вілкокса.
30 квітня 2008 року входи палацу були заблоковані беззбройними гавайськими сепаратистами, які вигукували гасла про незаконність повалення королівської влади в 1893 році і анексії Гаваїв.